# Peder Marcussen
Peder Andreas Marinus Marcussen (26 novembre 1894 – 16 dicembre 1972) è stato un ginnasta danese.

## Palmarès

### Olimpiadi
- 1 medaglia:
  - 1 oro (Anversa 1920 nel concorso libero a squadre)